# 로버츠 블로섬
로버츠 블로섬(Roberts Blossom, 1924년 3월 25일 ~ 2011년 7월 8일)은 미국의 배우이다.

## 출연 작품

### 영화
- 1990년 《나 홀로 집에》 ... 말리 할아버지 역